# Клавдиан Мамерт
Клавдиан Мамерт (лат. Claudianus Ecdidius Mamertus) — галло-римский христианский богослов и духовный писатель

 V века н. э., живший во вьеннской епископии в Галлии (ныне Франция). Точные даты жизни неизвестны (жил во второй половине V столетия).
В легендах указывается, что он происходил из богатой семьи, однако, будучи глубоко верующим, рано оставил мирскую жизнь и принял монашеский постриг. Согласно Сидонию Аполлинарию, составил пользовавшийся большой известностью лекционарий; был известен в первую очередь прозаическим сочинением «De statu animae», в котором часто заметны взгляды Платона, Порфира, Плотина и Святого Августина. Это сочинение, написанное между 468 и 472 годами, было направлено против взглядов реиского епископа Фостуса. Согласно оценке Католической энциклопедии, язык Клавидана Мамерта во многом похож на стиль более поздних средневековых философов, но вместе с тем он использует и множество устаревших даже в его время слов (отчасти он напоминает Апулея), что даёт основание предполагать основательное изучение им трудов античных философов. Ему также иногда приписывается авторство ряда стихотворений на латыни, но, вероятно, ошибочно, а истинными авторами приписываемой ему поэзии считаются Венанций Фортунат и Клавдий Клавдиан.